# La Chambre de Giovanni
La Chambre de Giovanni (Giovanni's Room) est un roman de James Baldwin paru en 1956. L'ouvrage décrit la vie parisienne de David, un jeune Américain, et ses relations amoureuses complexes, tiraillé entre son attirance pour un autre homme, Giovanni, et pour sa fiancée, Hella.
Le roman aborde notamment les questions de l'homosexualité et de la bisexualité au travers des questionnements du personnage principal et met en lumière son homophobie intériorisée.

## Résumé

### Première partie
David est dans une maison du sud de la France, attendant de prendre le train pour Paris. Sa fiancée Hella est déjà partie pour l'Amérique, et Giovanni va être guillotiné le jour même.
Il se remémore la première fois qu'il a couché avec un garçon, Joey, lorsqu'il était adolescent, et de la honte qu'il a retirée de cet acte qui s'est exprimée par une méchanceté gratuite à l'égard de ce dernier. Puis il repense à sa famille, à la mort de sa mère quand il avait cinq ans, à ses relations conflictuelles avec son père et sa tante Ellen avec qui il habite. À la suite d'un accident de voiture dû à sa conduite en état d'ébriété, il décide de quitter la maison et prend un travail alimentaire ; il finit par partir pour Paris, espérant se découvrir.
Deux ans après être arrivé dans la capitale, juste avant le printemps, David est dans une situation précaire et se fait expulser de sa chambre d'hôtel. Le soir-même, il se rend avec Jacques, l'une de ses connaissances, dans le bar gay de Guillaume. Ils rencontrent le nouveau serveur : Giovanni. Ce dernier montre de l'intérêt pour David, au grand désespoir de Jacques qui le convoitait. Tous finissent à la fermeture du bar, à cinq heures du matin, par aller prendre un dernier verre aux Halles, chez Madame Clotilde. David tente tant bien que mal de nier la tension amoureuse qui s'instaure entre Giovanni et lui et de se raisonner, mais tous deux finissent par prendre un taxi pour se rendre chez Giovanni, dans une chambre de bonne miteuse en rez-de-chaussée sur cour, près de la place de la Nation. La chambre est petite et sale, très en désordre.
Ellipse, retour au premier jour du roman. David parle à sa logeuse qui fait l'état des lieux, une Italienne très âgée, qui lui conseille maternellement de trouver une femme et de se marier, d'avoir des enfants. Cette chambre lui rappelle celle de Giovanni.

### Deuxième partie
Au printemps, David informe Giovanni de sa relation avec Hella. Au-delà de l'amour qu'il porte à Giovanni, David sent pour lui grandir une haine. Il se rappelle ce à quoi ressemblait sa chambre, avec deux fenêtres, toujours fermées, enduites d'un produit blanchâtre pour se soustraire aux regards des passants. Elle était constamment en travaux : Giovanni avait enlevé le papier peint sur un mur et peint sur l'autre un homme et une femme marchant entre les rosiers. Le linge sale, les affaires, sacs et valises s'amoncelaient par terre. Il y avait des détritus, de vieux journaux, des bouteilles vides, une pomme de terre pourrie, une tache de vin au sol. David entreprend de nettoyer la chambre.
Il se rend au bureau de l'American Express pour chercher son courrier et y trouve une lettre de son père, une autre de Hella. Son père lui demande s'il a une fiancée, tandis que cette dernière lui annonce son retour prochain à Paris. L'image de Giovanni se substitue à celle de Hella, et David se met en quête de trouver une fille. Il aborde Sue, une jeune Américaine qu'il ne connaît pas bien et qui est décrite comme peu attrayante. Il la convainc de prendre un dernier verre chez elle, puis ils couchent ensemble ; elle lui propose qu'ils dînent ensemble, ce que David décline avant de rentrer chez lui. En arrivant dans la chambre, Giovanni l'accueille, inquiet de ne pas savoir où il était, en lui annonçant qu'il fête sa liberté, ayant été renvoyé par Guillaume. Ce dernier a fait une scène au bar en l'insultant, en l'accusant de voler, puis l'a mis à la porte en lui jetant les billets déchirés de la caisse.
David pense à la vie de Giovanni en prison, à ce à quoi il ressemble lors de son exécution.
Hella rentre à Paris, accueillie à la gare par David. Ils logent tous deux dans la chambre de Hella, rue de Tournon. David informe son père de ses fiançailles avec Hella et de leur rencontre, quand elle était venue à Paris pour étudier la peinture. Les fiancés rencontrent par hasard Jacques et Giovanni dans une librairie. Ce dernier exprime sa vive inquiétude face à la disparition de David qui ne l'avait pas informé de ses retrouvailles avec Hella. Quand elle demande à David la nature de sa relation avec Giovanni, celui-ci répond qu'il logeait dans la chambre de bonne quand Giovanni était avec sa petite amie. Il dit à Hella qu'il voudrait quitter Paris, et ils se mettent à la recherche d'une maison dans le sud de la France.
David retourne une ultime fois dans la chambre de Giovanni. Ce dernier pleure, très secoué par leur rupture, avec le sentiment que David lui a menti. Il lui parle de son passé, de la femme qu'il avait en Italie, de leur bébé qu'ils ont enterré, ce après quoi il est venu à Paris. David lui dit qu'il n'éprouve aucun sentiment pour lui, lui dit qu'il ne cherche en lui qu'une femme, que leur relation homosexuelle est impossible, et met un terme définitif à leur histoire. Il passe la nuit dans la chambre et part au matin.
Il recroise quelquefois Giovanni, qui a cédé aux avances de Jacques, et apprend finalement la mort de Guillaume, étranglé par la ceinture de sa robe de chambre. L'incident de sa mort fait grand bruit car il était le dernier héritier d'une grande famille française. Giovanni est le premier suspecté, mais reste introuvable. Guillaume aurait profité de lui en lui faisant miroiter son ancienne place de serveur, et Giovanni se serait sauvé avec de l'argent après l'avoir tué. La police le retrouve dans une péniche, amarrée sur les bords de Seine. Il est condamné à mort.
David et Hella s'installe dans une maison qu'ils louent dans le sud de la France, avec l'argent que leur a finalement envoyé le père de David. Ce dernier en vient petit à petit à éprouver une forme de dégoût pour sa fiancée. Elle essaye de lui faire avouer ce qu'il lui cache mais il refuse de lui parler. Il quitte alors leur maison sans prévenir, et va à Nice pendant trois jours, durant lesquels il couche avec un marin en permission. Hella les retrouve tous deux dans un bar et comprend alors la sexualité de David, qu'il lui avait cachée jusqu'alors. Furieuse, elle le quitte, et rentre en Amérique.
Le roman se clôt sur David, seul dans sa chambre, pensant à l'exécution de Giovanni qui a lieu au même moment.

## Personnages principaux
- David : Le narrateur et protagoniste. Américain originaire de New-York, âgé d'environ vingt-six ans, venu à Paris.
- Giovanni : Un serveur dans un bar gay. Originaire du sud de l'Italie, il vient en France à la suite du décès de son enfant, mort-né.
- Hella : La fiancée de David. Américaine originaire de Minneapolis. Venue étudier la peinture à Paris où elle a rencontré David, elle voyage en Espagne avant de l'y rejoindre à nouveau.
- Jacques : Un homme d'affaires américain d'un certain âge, achetant les faveurs d'hommes plus jeunes (dont David, puis par la suite Giovanni).
- Guillaume : Descendant d'une noble famille française, il est le patron du bar gay où travaille Giovanni.

## Analyse

### Masculinité performative
Le personnage de David, qualifié par Harry Thomas de "straight-acting gay man", se comporte comme un homme hétérosexuel qui, tout en fréquentant assidument des lieux de sous-culture gay, tente de se forger une barrière mentale afin de se détacher de ces hommes qu'il fréquente et de préserver l'image immaculée de sa masculinité. Il éprouve en ce sens beaucoup de préjugés pour les hommes qu'il qualifie d'"efféminés" et perçoit son attirance pour d'autres hommes comme un renoncement à cette masculinité, une menace pour ses privilèges d'homme blanc de classe moyenne "respectable". David semble alors performer son hétérosexualité afin de répondre aux attentes de son père, mais le conflit interne qu'il expérimente témoignerait de son impossibilité à se définir.

### Bisexualité
Bien qu'une emphase soit généralement mise sur l'homosexualité des protagonistes, il est important de souligner au même titre leur bisexualité – bien que le concept d'identité bisexuelle n'existât pas en France dans les années 1950 tel que nous l'entendons aujourd'hui. En effet, bien qu'ils puissent mettre en avant ses penchants homosexuels, les doutes et hésitations de David ne signifient pas simplement sa querelle entre l'opposition binaire hétérosexuel/homosexuel mais pourraient manifester la fluidité de son désir et de son attirance. Le narrateur est donc aux prises avec l'incompréhension de sa propre identité.
La perception de La Chambre de Giovanni comme un roman strictement homosexuel est renforcée par la dépréciation et le détachement du narrateur vis à vis des femmes et des relations qu'il entretient avec elles qui semblent purement physiques et détachées de toute émotion, à l'exception de Hella pour laquelle il proclame son amour.
À l'inverse, le personnage de Giovanni est complètement à l'aise avec la fluidité de son désir à la fois pour des hommes et pour des femmes. Il exprime ne pas soucier de ce qu'il veut mais véritablement de qui il veut, le genre n'entrant pas en compte dans les sentiments qu'il éprouve à l'égard d'une personne.

### Homophobie intériorisée
L'homophobie intériorisée de David s'exprime dès le début du roman et sa première relation avec Joey. En réponse à la joie immédiate qu'il éprouve s'ensuivent des sentiments de honte, de culpabilité, de peur. L'emprise de la société hétéronormée dans laquelle il évolue joue alors un rôle important dans ses conflits internes. Il compare le désir homosexuel que Giovanni éveille chez lui à une menace, un danger.

### Répression de l'homosexualité
Les craintes de David peuvent aussi s'expliquer par le contexte historique dans lequel il évolue. En effet, alors que l'homosexualité est tolérée en France bien que cachée et reléguée à des espaces restreints tels que l'illustre le bar de Guillaume, elle est encore illégale aux États-Unis, son pays d'origine.

## Inspirations
Il a été souligné par la critique que le personnage de David présentait plusieurs similitudes avec James Baldwin. Originaire des États-Unis, ce dernier a lui même vécu à Paris et a expérimenté des relations avec des hommes et des femmes.

## Réception critique
La Chambre de Giovanni a été l'un des premiers romans américains à aborder ouvertement le sujet de l'homosexualité et s'est érigé comme un classique de la littérature gay. L'accueil dans les médias classiques est resté à sa sortie prudemment positif.
Il a pu être reproché à James Baldwin, auteur afro-américain, que les personnages du roman soient blancs et que l'homosexualité affirmée soit associée à la blancheur dans une sorte de "ségrégation sexuelle". Le livre a en ce sens fait l'objet de sévères critiques raciales et homophobes, notamment de la part d'Eldridge Cleaver dans son essai Soul on Ice (en). Toutefois, Baldwin n'est pas le seul auteur noir à avoir abordé la question de l'homosexualité par le prisme fictionnel de personnages blancs quoiqu'intégrant au récit des éléments autobiographiques : c'est aussi le cas du roman Cast the First Stone, écrit par Chester Himes en 1952 qui présente plusieurs similitudes avec La Chambre de Giovanni. Si les personnages du roman avaient été noirs, ce point aurait pu être celui retenu par le lectorat en dépit de l'action ; la blancheur permet alors à Baldwin d'invisibiliser la notion de race mais aussi de mettre en avant les tabous et les interdits, allégés par ce privilège blanc invisible. La notion ethnique est néanmoins soulignée par les différences de caractères stéréotypés, induites par l'origine des personnages (l'un étant Italien et l'autre Américain) et est un élément crucial accentuant l'aspect torturé de leur relation. Les critiques qui ont pu être énoncées résultent donc à la fois, de la part du lectorat blanc d'un questionnement de la légitimité de Baldwin à s'exprimer sur la question de l'orientation sexuelle en raison de son métissage culturel, et de la part du lectorat d'une crainte de l'éloignement de Baldwin de sa vision respectable et authentique de la condition des Noirs Américains, découlant de son intérêt pour la cause homosexuelle (sous-entendue blanche).
En 2019, le roman est cité par la BBC dans une liste de « 100 romans qui ont façonné notre monde ».

## Popularité du nom
À Philadelphie, la librairie Giovanni's Room, la plus ancienne libraire LGBT des États-Unis tire son nom du roman.